# 低地ドイツ語
低地ドイツ語（ていちドイツご、独: Plattdeutsch, Niederdeutsch、低地ドイツ語: Plattdüütsch、蘭: Nederduits）とは、広義のドイツ語のうち、第二次子音推移の影響を受けなかったドイツ北部の言語群を指す。

## 概要
大きく分けて、オランダからベルギー北部で用いられ、オランダ語、フラマン語などを含む低地フランク語、ニーダーザクセン州を中心としたドイツ北西部で用いられる低ザクセン語、おおむねエルベ川よりも東側のドイツ北東部で用いられる東低地ドイツ語の三つに分けられる。ただし、近年では低地フランク語を低地ドイツ語とは別の言語グループとする場合が多い。
西ゲルマン語群の系統である低地ドイツ語は、標準ドイツ語（東中部ドイツ語のテューリンゲン・オーバーザクセン方言を母体として近世に作られた）が経験した「第二次子音推移」ないし「高地ドイツ語子音推移」と呼ばれる子音変化を経験しておらず、英語やフリジア語、スカンジナビア諸言語との共通点が標準ドイツ語より多い。
同時に、文法的にも前述の英語と多くの共通の部分がある。たとえば、低地ドイツ語の系統の名詞には格が3つしかない（標準ドイツ語は4、英語は代名詞で3）。北部方言では、過去分詞にドイツ語やオランダ語のそれに付くようなge-が付かず、多くの南部方言ではge-の代わりにe-が使われる。このような多くの相違点から、言語学的見地からは同じ西ゲルマン語群に属する別言語と扱われ、要するに外国人から見たドイツ語である「標準ドイツ語」とは親子関係になく、むしろフランス語に対するイタリア語（中央イタリア方言）・スペイン語（カステーリャ語）のような兄弟言語としての立ち位置にあると考えるのが一般的な見解である。
低地フランク語を除いた低地ドイツ語は、系統的には低地フランク語や高地ドイツ語よりも、むしろアングロ・フリジア語群（典型的には英語）に近いという見方もある。

## 分類
- 低地ドイツ語（Niederdeutsch）
  - 低ザクセン語（Niedersächsisch） - 「西低地ドイツ語」（Westniederdeutsch）とも呼ぶ。EUから地域言語の地位を得ている。低地フランク語に属するオランダ語との方言連続体に属すると考えられている。
    - シュレースヴィヒ語（Schleswigisch） - シュレースヴィヒ、フレンスブルクなどで話される。
    - ホルシュタイン語（Holsteinisch） - キール、リューベックなどで話される。
    - ヴェストファーレン語（Westfälisch） - ハーメルン、ミュンスター、ドルトムントで話される。
      - オランダ低ザクセン語（Nedersaksisch）※低ザクセン語諸方言のうち、オランダ領内で話されるもの。「低地フランク語」に属する狭義のオランダ語とは別区分。
        - フローニン語（Gronings）

    - オストファーレン語（Ostfälisch） - ハノーファー、ツェレ、ブラウンシュヴァイク、ヴォルフスブルク、リューネブルクなどで話される。発音に関してはハノーファー都市部の発音が最もドイツ語の標準語に近いとされる（舞台ドイツ語も参照）。
    - 北低ザクセン語（Nordniedersächsisch） - ブレーメン、ハンブルクなどで話される。
    - オストフリース語（Ostfriesisch）東フリースラント地方で話される低ザクセン語のことであり、東フリジア語とは異なる。

  - 東低地ドイツ語（Ostniederdeutsch） 
    - フォアポンメルン語（Mecklenburgisch-Vorpommersch） - ロストック、シュヴェリーンなどで話される。
    - 中部ポンメルン語（Mittelpommersch）
    - 東ポンメルン語（Ostpommersch） - ポンメルン東部で話されていたが、1945年以降のドイツ人追放によりほぼ途絶えたが、ブラジルのエスピリトサント州のドイツ系人の間では話されている。
    - ブランデンブルク語（Brandenburgisch, Märkisch-Brandenburgisch） - ブランデンブルク州北部・西部とザクセン＝アンハルト州北部で話される。
    - 低地プロイセン語（Niederpreußisch） - バルト語派の影響が指摘されている。1945年以降のドイツ人追放によりほぼ途絶えた。
      - メノナイト低地ドイツ語（Plautdietsch） - 低地プロイセン語の一部とみられる。南アメリカやカナダなどに移民したメノナイトによって用いられている。

  - 低地フランク語（Niederfränkisch） - 「低地フランコニア語」、「低地フランケン語」とも呼ばれる。
    - オランダ語（Nederlands）
      - アフリカーンス語（Afrikaans）

    - フラマン語（Vlaams）
      - 西フラマン語（West-Vlaams）

    - ゼーラント語（Zeeuws）
    - リンブルフ語（Limburgs）- ドイツでは低地フランク語の一つと捉えるが、オランダ、ベルギーでは西中部ドイツ語の一つと捉えられ、見解が分かれている。

## 対照例示
| 日本語             | 低地ドイツ語          | オランダ語   | フリジア語     | 英語        | 標準ドイツ語 | スウェーデン語 |
| ------------------ | --------------------- | ------------ | -------------- | ----------- | ------------ | -------------- |
| 作る               | maken, moaken, maaken | maken        | meitsje        | make        | machen       | maka（古語）   |
| 百姓、身分の低い男 | Kerl                  | kerel        | tsjirl（古語） | churl       | Kerl         | karl           |
| 日                 | Dag, Dach             | dag          | dei            | day         | Tag          | dag            |
| 食べる             | eten, äten            | eten         | ite            | eat         | essen        | äta            |
| 10                 | teihn, tian           | tien         | tsien          | ten         | zehn         | tio            |
| 座る               | sitten                | zitten       | sitte          | sit         | sitzen       | sitta          |
| 船                 | Schipp, Schepp        | schip        | skip           | ship        | Schiff       | skepp          |
| 胡椒               | Peper, Päpa           | peper        | piper          | pepper      | Pfeffer      | peppar         |
| 妻                 | Wief, Wiewer          | wijf, wijven | wiif, wiven    | wife, wives | Weib, Weiber | viv            |